# SV De Braak
SV De Braak is een voetbalvereniging in Helmond. De club is in 2020 ontstaan uit een fusie van de voetbalclubs RKSV MULO en SC Helmondia. Het speelt in de Derde Klasse B van de afdeling Zuid II van de Koninklijke Nederlandse Voetbalbond.
De club speelt op sportpark De Braak.
De Braak telde in 2021 ruim 1200 leden, waaronder 550 jeugdleden.